# Baltasar Vives Moncho
Baltasar Vives Moncho (Els Poblets, 25 de març de 1945) és un pedagog i polític valencià, diputat a les Corts Valencianes en la V Legislatura.

## Biografia
És diplomat en magisteri per l'Escola Normal d'Alacant i diplomat en Belles arts per la Universitat de Sevilla. Ha format part del moviment de renovació pedagògica del País Valencià i ha estat membre fundador del sindicat STEPV. Fou president del Consell Escolar Valencià el 1994-1995 i ha publicat articles sobre bilingüisme i fracàs escolar a la revista Treballs.
Militant del PSPV-PSOE, n'ha estat membre del comitè nacional, secretari d'organització a l'Horta Sud i membre de la gestora del partit en 1999. De 1983 a 1994 fou director general d'Educació Bàsica i Ensenyaments Especials de la Conselleria de Cultura, Educació i Ciència de la Generalitat Valenciana. Fou elegit diputat a les eleccions a les Corts Valencianes de 1999 i fou vocal de la Comissió d'Educació i Cultura de les Corts Valencianes.